# Гарлиев, Меле
Меле Гарлиев — советский хозяйственный, государственный и политический деятель, Герой Социалистического Труда.

## Биография
Родился в 1921 году на территории Хорезмской ССР (позднее — поселок Ленинград, Октябрьск). Член КПСС.
С 1934 года — на хозяйственной, общественной и политической работе. В 1934—1981 гг. — работник хлопководческой бригады, звеньевой хлопководческого звена колхоза «8 марта» Куня-Ургенчского района Ташаузской области.
Указом Президиума Верховного Совета СССР от 5 апреля 1948 ода за получение высоких урожаев хлопка-сырца в 1947 году присвоено звание Героя Социалистического Труда с вручением ордена Ленина и золотой медали «Серп и Молот».
Брат Джума Гарлиев — также Герой Социалистического Труда, звеньевой колхоза «8 марта» Куня-Ургенчского района Ташаузской области.
Умер в Ташаузской области после 1981 года.